# In Between Days
Singles de The Cure
The Caterpillar
(1984) Close to Me
(1985)
Clip vidéo
[vidéo] « Inbetween Days », sur YouTube
Pistes de The Head on the Door
Kyoto Song
In Between Days est une chanson du groupe britannique The Cure, écrite et composée par Robert Smith, sortie en single le 15 juillet 1985. C'est le premier extrait de l'album The Head on the Door.
In Between Days permet au groupe de se faire véritablement connaître dans le monde entier en 1985/1986, se classant pour la première fois aux États-Unis dans le Billboard Hot 100, et atteignant le Top 40 dans de nombreux pays européens, ainsi qu'en Océanie où le groupe était déjà fort populaire. C'est avec cette chanson que la Curemania débuta en Europe et notamment en France, permettant aussi à l'album The Head on the Door de remporter un vrai succès international.
C'est le grand retour de Simon Gallup à la basse et l'arrivée de Boris Williams à la batterie.
In Between Days fait partie de la liste des 660 « chansons qui ont façonné le rock 'n' roll » établie par l'équipe du Rock and Roll Hall of Fame.

## Contenu du single
Le titre en face B du 45 tours, The Exploding Boy ne figure pas sur l'album, ni A Few Hours After This, titre supplémentaire du format maxi 45 tours.
La face B des 45 tours américains et canadiens propose un autre titre inédit : Stop Dead.
Robert Smith signe seul la composition de tous les morceaux.
En 1988 sort un CD Video avec comme contenu cinq pistes audio, In Between Days, The Exploding Boy, A Few Hours After This, Six Different Ways et Push, ces deux dernières enregistrées en concert à Orange et une seule piste vidéo avec le clip de In Between Days.
| 45 tours 1. In Between Days - 2:57 2. The Exploding Boy - 2:52 Maxi 45 tours 1. In Between Days - 2:57 2. The Exploding Boy - 2:52 3. A Few Hours After This - 2:27 | 45 tours (Amérique du Nord) 1. In Between Days - 2:57 2. Stop Dead - 4:03 Maxi 45 tours (Amérique du Nord) 1. In Between Days - 2:57 2. In Between Days (Extended version) - 4:02 3. Stop Dead - 4:03 |

CD Vidéo (1988)
1. In Between Days - 2:57
2. The Exploding Boy - 2:52
3. A Few Hours After This - 2:27
4. Six Different Ways (Live) - 3:24
5. Push (Live) - 4:33
6. In Between Days (Video) - 2:55

A Few Hours After This est réenregistrée en 2015 par Robert Smith en solo, spécialement pour un épisode de la série télévisée Luther. 

## Clip
Le clip vidéo est réalisé par Tim Pope. Une caméra, pendue au plafond par un câble, filme le groupe en se balançant. Une autre est fixée à la guitare de Porl Thompson qui pivote sur lui-même. Les images sont tournées en faux noir et blanc et légèrement teintées de bleu. Des prises de vue montrent les membres du groupe portant un maquillage fluorescent.    

## Reprises
In Between Days a été repris notamment par Face to Face en 1997 sur l'album Before You Were Punk, par Ben Folds en 2003 sur Speed Graphic, et par Sunshiners dans une version reggae en 2006 sur leur premier album, quant au groupe Korn, il le reprend en le mélangeant à une de ses chansons, Make Me Bad, en compagnie de The Cure sur le live acoustique MTV Unplugged: Korn sorti en 2007.

## Composition du groupe
- Robert Smith : chant, guitare, basse six cordes
- Porl Thompson : claviers, guitare
- Lol Tolhurst : claviers
- Simon Gallup : basse
- Boris Williams : batterie

## Classements hebdomadaires
| Classement (1985-1986)                  | Meilleure position |
| --------------------------------------- | ------------------ |
| Allemagne (GfK Entertainment)           | 45                 |
| Australie (Kent Music Report)           | 16                 |
| Belgique (Wallonie Ultratop 50 Singles) | 23                 |
| États-Unis (Billboard Hot 100)          | 99                 |
| États-Unis (Hot Dance Club Play)        | 39                 |
| France (SNEP)                           | 23                 |
| Irlande (Irish Singles Chart)           | 17                 |
| Italie (FIMI)                           | 40                 |
| Nouvelle-Zélande (RMNZ)                 | 15                 |
| Pays-Bas (Nederlandse Top 40)           | 31                 |
| Pays-Bas (Single Top 100)               | 26                 |
| Royaume-Uni (UK Singles Chart)          | 15                 |

## Certifications
| Pays                    | Certification | Date       | Unités certifiées |
| ----------------------- | ------------- | ---------- | ----------------- |
| Nouvelle-Zélande (RMNZ) | Or            | 21/03/2024 | 15 000            |
| Royaume-Uni (BPI)       | Or            | 08/03/24   | 400 000           |

## Utilisation au cinéma
In Between Days apparaît dans la bande originale du film de François Ozon Été 85 sorti en 2020. La chanson est même à l'origine du changement de titre du long métrage qui s'intitulait Été 84. Le réalisateur qui voulait absolument In Between Days dans le film explique qu'il a ainsi obtenu l'accord de Robert Smith. Ce dernier avait en effet tout d'abord refusé l'utilisation de la chanson car elle est sortie en 1985. 

« Je lui ai écrit une lettre pour dire que j’aimais tellement ce morceau que j’étais prêt à changer le titre du film. Il a dit oui ! »

— François Ozon